# Cratoptera apicata
Cratoptera apicata är en fjärilsart som beskrevs av W. Warren 1894. Cratoptera apicata ingår i släktet Cratoptera och familjen mätare. Inga underarter finns listade i Catalogue of Life.